# Laura Canali
Laura Canali (Roma, 6 marzo 1968) è una cartografa italiana.
È l'autrice delle mappe politiche del mensile italiano Limes del Gruppo Editoriale l’Espresso.

## Biografia
Laura Canali vive e lavora a Roma. Dopo il diploma in ragioneria inizia giovanissima a lavorare nel laboratorio serigrafico di famiglia dove resterà per dieci anni. Nel 1993 inizia la collaborazione con Limes. È sposata con Lucio Caracciolo, fondatore della stessa rivista Limes.

## Attività

### Limes
Dal 1993 Laura Canali inizia a collaborare con la rivista Limes (allora trimestrale) realizzando le mappe politiche che diventano nel tempo parte della cifra stilistica del mensile.  Nel 2009 inizia a creare anche le copertine, dove, a suo dire, coniuga tecnica cartografica e ispirazione artistica.
Laura Canali opera con software di grafica vettoriale come Illustrator che le consente una creazione a mano a libera rispetto al Gis.
Le peculiarità delle sue mappe politiche seguono in teoria tre direttive: 1. ogni mappa è unica, riproduce un momento preciso di un evento che sta accadendo nel mondo secondo le parole degli autori di Limes; 2. Alla cartografia si unisce la componente artistica di un'opera realizzata a mano; 3. l'uso dei colori e dei segni grafici aiutano la comprensione dei concetti. Una visione sull’opera dell’artista, compresa anche nelle parole di Oliviero Toscani: “Laura Canali crea le Carte e spariglia le carte. Una testimone del suo tempo, che vede nel movimento una chiave di lettura fondamentale”.

### L'evoluzione artistica
Nel 2011, dopo aver realizzato oltre 5000 mappe politiche,  decide di seguire la propria indole artistica iniziando a creare delle opere di ispirazione cartografica più libere dall'esigenza di rappresentazione prettamente giornalistica e cercando di dare vita alla propria reinterpretazione visiva del mondo.
Nel 2012 espone alcune opere al Padiglione Italia durante la 13ª Mostra internazionale di architettura diretta da David Chipperfield organizzata alla Biennale di Venezia. Durante gli anni successivi sviluppa un concetto a suo dire artistico definito come geopoesia, realizzando opere in cui toponimi e luoghi geografici dei poeti contemporanei si trasformano in luoghi sentimentali e la cartografia diventa evocativa. Si veda ad esempio la genesi dell'opera Docile fibra dell'universo che parte dalle parole di Ungaretti, raccontata dall'artista stessa "Ci sono luoghi fisici, circoscritti, che improvvisamente, grazie alle parole, diventano geografie fisiche e geografie psicologiche, una fusa nell’altra, il solo pensiero emoziona." 
In occasione della personale Traspare-in-te del 2018, il curatore della mostra Claudio Strinati definisce così l'opera dell'artista: "L’argomento principe dell’opera della Canali è quello dei cambiamenti interiori che si vedono rappresentati su una mappa che è ovviamente mappa dell'anima ma ben leggibile nella varietà della Natura. Esplosione e implosione. Sconnessioni e connessioni. Allontanamenti e avvicinamenti. È la realtà elementare del quotidiano e insieme la più remota e eletta aspirazione dell’essere vivente. Il lavoro artistico della Canali rifulge in questa singolare dimensione che in definitiva è quella dell'esserci e del non esserci, argomento eterno che già preoccupava il principe Amleto."

#### Tecnica artistica
Laura Canali ha realizzato molte delle sue opere stampando il disegno digitale su alluminio graffiato a mano. Unica nel suo lavoro è l'installazione "La Zattera", del 2015, realizzata in perspex specchiato tagliato al laser e incollato su una base di legno di varia origine, mobili antichi, pezzi di tavole da lavoro, alcuni trovati al mare, tenuti insieme da lastre di acciaio.

### Altre attività
Laura Canali ha partecipato a numerose conferenze, raccontando il proprio approccio artistico alla cartografia. Le opere originali di Laura Canali sono state utilizzate nel corso di diversi eventi e rappresentazioni: nel 2013 ha realizzato il manifesto di Todi Festival, mentre nel 2015 su richiesta della World Bank ha creato una mappa legata ai cambiamenti climatici e agli effetti dell'aumento della temperatura terrestre.  Alcune carte sono state esposte nel 2017 alla Festa del Teatro Eco-Logico di Stromboli, e nello stesso anno partecipa Bruxelles ad una mostra collettiva in omaggio a Pier Paolo Pasolini curata Flavio Alivernini e Achille Bonito Oliva. Nel 2019 ha partecipato alla terza edizione della Mostra e del Festival "Viaggio - Orizzonti, Frontiere, Generazioni" di Biella. Durante il lock down del 2020, ha preso parte all'iniziativa on line "Racconti in tempo di peste"  promossa dal Teatro Pubblico Ligure di Genova, con l'intervento Dialogo tra colori e foglio bianco.
Ad aprile 2021 apre la Scuola di geopolitica di Limes e Laura Canali ha tenuto il corso di Cartografia Geopolitica.

## Mostre ed esposizioni
- "Le frontiere come ferite", 2012, MaXXI B.A.S.E, Roma
- "La natura è un soffio", 2015, Rotonda della Besana, Milano
- "Scusate l'amore"[11], 2016, Case romane del Celio, Roma
- "Fusioni", 2016, Chiostro del Bramante, Roma
- "L’Utopia delle Utopie"[12], 2016, Palazzo Lanfranchi, Museo Nazionale d'arte medioevale e moderna della Basilicata, Matera
- "Dissolvenze"[13], 2017, IV Festival di Limes, Palazzo Ducale, Genova
- "Oltremare", 2018, V Festival di Limes, Palazzo Ducale, Genova
- "Due facce della terra", 2018, Istituto Italiano di Cultura, Tokyo[14]
- "Traspare-in-te"[15], 2018, Palazzo Cisterna, Fondazione Ducci, Roma
- "L'Italia tutta intera", 2019, VI Festival di Limes, Palazzo Ducale, Genova
- "Occidentalismi"[16], 2020, VII Festival di Limes, Palazzo Ducale, Genova
- "Il mare in carta", 2020, Giornate del mare di Limes I Edizione, Streaming
- "Medioceano, la terra vista dal mare", 2021, Giornate del mare di Limes, II Edizione, Molo IV, Trieste
- "Il confine non è una linea sottile"[17], 2021, Festival Oriente/Occidente, Biblioteca Civica del Mart di Rovereto
- "Mapping Emotions in Cuneo - Il mondo in carte"[18], 2021, Festival dei Luoghi Comuni, Teatro Toselli, Cuneo
- "Le forme del futuro"[19], 2021, VIII Festival di Limes, Palazzo Ducale, Genova
- "Pietre e miraggi", 2022, Fondazione Marco Besso, Palazzo Strozzi-Besso, Roma[20]